# Pseudochremylus
Pseudochremylus är ett släkte av steklar. Pseudochremylus ingår i familjen bracksteklar.
Kladogram enligt Catalogue of Life:
| Pseudochremylus | \| \| Pseudochremylus angulifer \| \| \| \| \| \| Pseudochremylus carinatus \| \| \| \| |
|                 | \| \| Pseudochremylus angulifer \| \| \| \| \| \| Pseudochremylus carinatus \| \| \| \| |
|                 | Pseudochremylus angulifer                                                               |
|                 |                                                                                         |
|                 | Pseudochremylus carinatus                                                               |
|                 |                                                                                         |